# Сарт
Сарт (фр. Sarthe) департман је у северозападном делу централне Француској. Припада региону Регион Лоара, а главни град департмана (префектура) је Ле Ман. Департман Сарт је означен редним бројем 72. Његова површина износи 6.206 км². По подацима из 2010. године у департману Сарт је живело 563.518 становника, а густина насељености је износила 91 становник по км².
Овај департман је административно подељен на:
- 3 округа
- 40 кантона и
- 375 општина.

## Демографија
| 2011.   |
| ------- |
| 565.518 |